# Bracia Marx

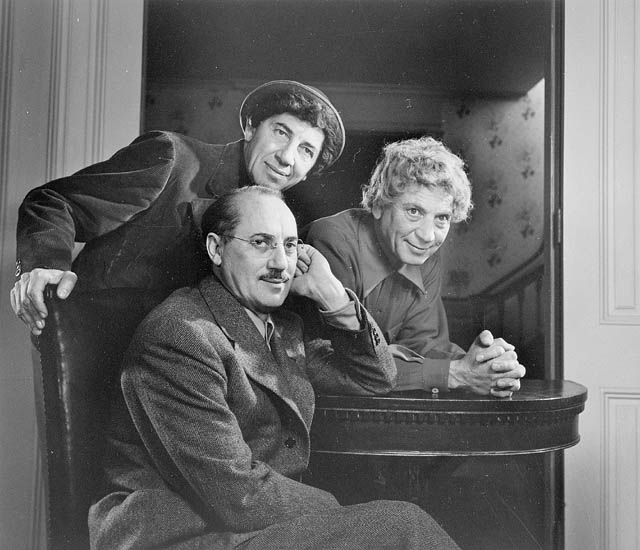
Trzej bracia Marx w 1948. Od lewej: Chico, Groucho (na fotelu) i Harpo

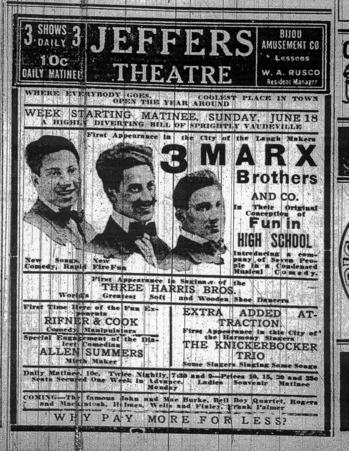
Reklama w gazecie przedstawienia Fun in High School (1911)

Bracia Marx, bracia Marksowie (ang. Marx Brothers) – rodzeństwo aktorów teatralnych i filmowych:
1. Leonard Joseph Marx znany jako Chico (22 marca 1887 – 11 października 1961)
2. Adolph Arthur Marx znany jako Harpo (23 listopada 1888 – 28 września 1964)
3. Julius Henry Marx znany jako Groucho (2 października 1890 – 19 sierpnia 1977)
4. Milton Marx znany jako Gummo (23 października 1892 – 21 kwietnia 1977)
5. Herbert Marx znany jako Zeppo (25 lutego 1901 – 30 listopada 1979)

Rodzicami braci byli żydowscy emigranci: Sam Marx (ur. 1859, zm. 1933) z Alzacji i Miene Schönberg (ur. 1864, zm. 1929), niemiecka emigrantka z Dornum. Rodzice mieli jeszcze jednego syna, Manfreda (ur. 1885), który zmarł w siódmym miesiącu życia.

## Kariera artystyczna
Karierę artystyczną zaczęli od występów w wodewilach, gdzie już wcześniej zdobył sławę ich wuj Al Shean (Gallagher and Shean).
Pierwszym z braci, który pojawił się w 1905 na scenie był Groucho. Do niego dołączył w 1907 Gummo, z którym razem występowali jako dwójka z trójki śpiewaków grupy „The Three Nightingales” (ang. Trzy słowiki). Trzecim członkiem grupy była Mabel O’Donnell, po odejściu której w 1908 razem z braćmi zaczął występować Harpo. Razem z nim do grupy, która zmieniła nazwę na „The Four Nightingales” (ang. Cztery słowiki) dołączył Lou Levy. Grupa poszerzyła się w 1910 o następne dwie osoby: ich matkę Minnie i ciotkę Hannah, a także zmieniła nazwę na „The Six Mascots” (ang. Sześć maskotek).
Zaczęli wzbogacać stopniowo występy o elementy komediowe, wcielając się w charakterystyczne dla nich później role. Na twarzy Groucha pojawiły się namalowane wąsy, Chico zaczął mówić z włoskim akcentem, a Harpo przestał mówić.
Pseudonimy artystyczne wymyślone przez Arta Fishera podczas partyjki pokera rozgrywanej z nimi:
1. Chico od uganiania się za kobietami (pierwotnie Chick-o)
2. Harpo od harfy (ang. Harp), na której grywał w prawie każdym filmie
3. Groucho od torby gaduły, zrzędy (ang. Grouch-bag), w której nosił pieniądze
4. Gummo prawdopodobnie od gumowych butów, które nosił
5. Zeppo od szympansa, gwiazdy (Mr. Zippo the Chimpanzee) nadany później przez braci w związku z gimnastykowaniem się, ale ponieważ nie brzmiał on najlepiej zmienili na Zeppo (początkowo bez pseudonimu)

Gummo wystąpił z grupy w 1918, a jego miejsce zajął Zeppo.
Po raz pierwszy na Broadwayu pojawili się 19 maja 1924 w sztuce pod tytułem „I’ll Say She Is”, a półtora roku później 8 grudnia 1925 wystawili kolejną „The Cocoanuts”. W trakcie wystawiania następnej sztuki („Animal Crackers”) podpisali kontrakt z wytwórnią Paramount na realizację filmowej wersji „The Coconauts”. W ciągu trzech kolejnych lat wyprodukowali dla Paramount jeszcze trzy filmy „Monkey Business”, „Horse Feathers” i „Duck Soup”. Ten ostatni American Film Institute umieścił na liście stu najlepszych amerykańskich filmów na miejscu 85.
Po wygaśnięciu umowy z Paramountem w 1934 podpisali nową, tym razem z MGM, jednak już bez Zeppa, który zrezygnował z kariery aktorskiej. Po nakręceniu 5 filmów dla MGM postanowili zakończyć współpracę i nakręcili film, który miał być ich ostatnim wspólnym „The Big Store”. Po nakręceniu go przez pewien czas pracowali nad własnymi karierami. Jednak po kilku latach nakręcili wspólnie jeszcze dwa filmy „A Night in Casablanca” i „Love Happy”.

## Filmografia
Filmy z Chico, Harpo, Groucho i Zeppo:
- Humor Risk (1921) – zaginął
- Orzechy kokosowe (The Cocoanuts, 1929)
- Sucharki w kształcie zwierząt (Animal Crackers, 1930)
- Małpi interes (Monkey Business, 1931)
- Końskie pióra (Horse Feathers, 1932)
- Kacza zupa (Duck Soup, 1933)

Filmy z Chico, Harpo i Groucho:
- Noc w operze (A Night at the Opera, 1935)
- Dzień na wyścigach (A Day at the Races, 1937)
- Panika w hotelu (Room Service, 1938)
- Bracia Marx w cyrku (At the Circus, 1939)
- Bracia Marx na Dzikim Zachodzie (Go West, 1940)
- Dom towarowy (The Big Store, 1941)
- Noc w Casablance (A Night in Casablanca, 1946)
- Szczęśliwa miłość (Love Happy, 1950)